# Akaroidharts

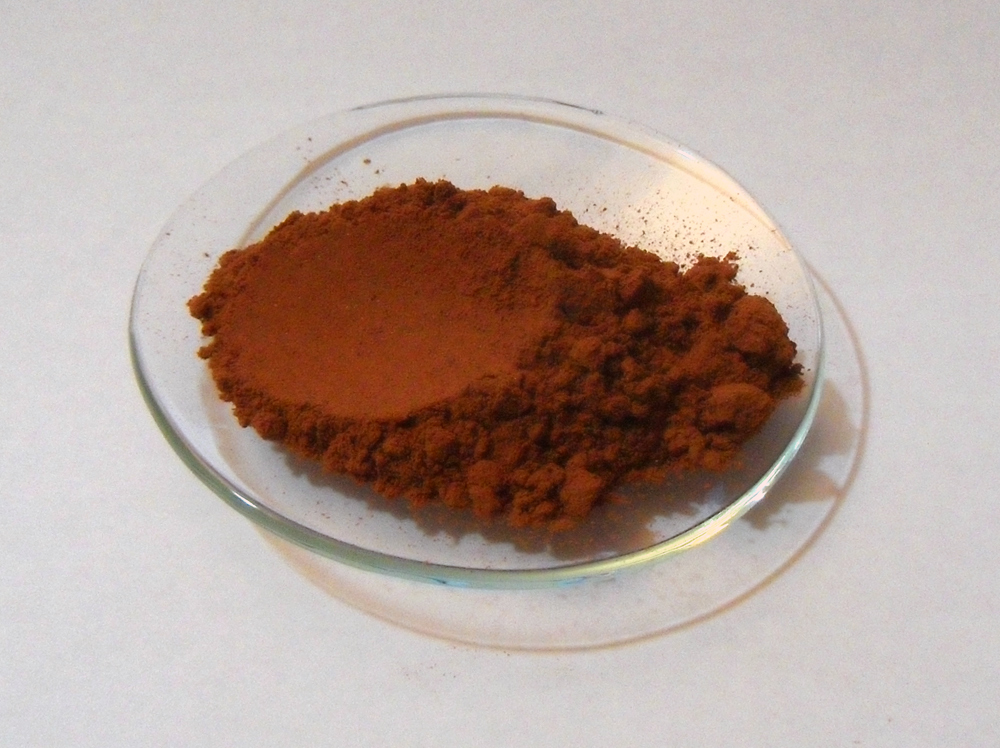
Röd akaroidharts

Akaroidhartser innefattar ett antal hartser som fås från en del arter av den till familjen grästrädsväxter hörande Xanthorrhoea som växer i Australien. Som handelsprodukter skiljer man på två sorter:
1) Röd akaroidharts, som fås av arterna Xanthorrhoea australis och Xanthorrhoea arborea. Hartsen är brunaktig, starkt glänsande och ger vid ritsning ett orangefärgat streck. Hartsen är löslig i alkohol men inte i bensen.
2) Gul akaroidharts, som fås av Xanthorrhoea hostilis. Den är i färskt tillstånd gul eller något mörkare, men vid lagring överdras den av en mörkt rödbrun hinna. Vid ritsning erhålles ett svavelgult streck.
Båda sorterna användes till fernissa, särskilt till metallföremål. De har också använts för framställning av pikrinsyra.